# Claudio Cuello
Claudio Cuello (Boedo (Buenos Aires), 4 de marzo de 1958) es un entrenador de voleibol argentino. Dirigió a la selección nacional argentina (tanto en su rama femenina como masculina), a la selección austríaca masculina, y a diversos clubes con los que logró varios campeonatos, incluyendo una Copa CEV con el Olympiacos griego en 2005.

## Biografía
Como jugador participó en las categorías juveniles y amateurs de Obras Sanitarias de la Nación, Ateneo de la Juventud (FUCA) y GEBA, pero abandonó su carrera de jugador tras considerar que su altura no lo favorecería para convertirse en profesional: «Todos crecían menos yo y, la verdad, no iba a pasar de ser un atacante de medio pelo», declaró años más tarde. Tras cursar el profesorado de educación física y la carrera de director técnico, dirigió equipos infantiles y juveniles en Gimnasia y Esgrima de Buenos Aires, Obras Sanitarias, y mayores femeninos en Ateneo de la Juventud y Club Italiano.

### Italia
A finales de la década de 1980 emigró a Italia, donde comenzó entrenando al equipo femenino de  serie A2 Cassano Dadda Milan, con el que ascendió a la A1. Más tarde pasó a dirigir al SMV de Brescia de serie B2 femenina, con el que logró el ascenso a B1. En 1992 pasó al Fulgor Fidenza de la serie A1 femenina, con el que obtuvo el primer lugar en el Torneo Internacional de Cannes, y el mismo año fue entrenador del equipo serie A2 masculino de la Sociedad Lazio Pallavolo Roma. Entre 1993 dirigió al equipo romano de serie B1 femenino Mapla Civitavecchia, con el que se consagró campeón y logró el ascenso a serie A2. Más tarde dirigió al equipo de serie A2 masculina de la Sociedad TNT Traco (Catania) y al equipo de serie B1 masculina Sociedad Montenapoleone Cutrofiano, de la ciudad de Lecce, con el que logró el campeonato y ascendió a serie A2.

### Seleccionador nacional
Entre 1997 y 2002 actuó como entrenador de la Selección femenina de voleibol de Argentina, con la que participó en la Copa Mundial de 1999 (11º lugar) y el Campeonato Mundial de 2002 (17º), entre otras competencias. En marzo de 2003 fue designado como entrenador de la Selección masculina de voleibol de Argentina, en medio de una convulsión institucional tras el colapso de la Federación Argentina de Voleibol y el surgimiento de la Federación del Voleibol Argentino, que hizo que su estadía al frente del seleccionado fuese de apenas unos meses.

### Regreso a Europa
En 2004 regresó a Europa, donde dirigió al Olympiakos griego, que contaba con Marcos Milinkovic en sus filas. Con este equipo se consagró subcampeón y finalista de copa en Grecia y campeón de la Copa CEV europea en la temporada 2004/05. Más tarde dirigió al Petrom Ploiesti de Rumania, con el que ganó la liga nacional en 2006. De allí pasó al Hot Volley Vienna austríaco, con el que fue dos veces campeón de Liga y una de Copa. Estos pergaminos le valieron ser convocado como entrenador de la Selección masculina de voleibol de Austria en 2007. Con el seleccionado austríaco participó de las eliminatorias para el mundial 2010, pero no logró clasificar.
En 2010 retornó a la serie A1 femenina italiana, dirigiendo al Perugia y con el objetivo de salvarlo del descenso. El equipo llegó a los playoffs, donde fue eliminado por el Bergamo, con lo cual mantuvo la categoría. En 2012 dirigió al Modena, de la máxima categoría femenina, para en 2013 pasar a dirigir al VBC Casalmaggiore de serie A2. En 2013 se convirtió en el nuevo entrenador de la sección femenina del Lokomotiv Bakú (Azerbaiyán), con el que compitió en copas europeas. A finales de 2024 retornó al Casalmaggiore de serie A2, un equipo que se encontraba en zona de descenso. Tras mantener la categoría en las últimas fechas, el equipo confirmó la continuidad de Cuello para la temporada 2025/26.